# Elphidiidae
Elphidiidae es una familia de foraminíferos bentónicos de la superfamilia Rotalioidea, del suborden Rotaliina y del orden Rotaliida. Su rango cronoestratigráfico abarca desde el Paleoceno hasta la Actualidad.

## Clasificación
Elphidiidae incluye a las siguientes subfamilias y géneros:
- Subfamilia Elphidiinae
  - Cribroelphidium
  - Cribrononion †
  - Elphidiella
  - Elphidium
  - Ozawaia
  - Pellatispirella †
  - Polystomella
  - Rectoelphidiella
  - Stomoloculina
- Subfamilia Faujasininae
  - Ammoelphidiella †
  - Faujasina †
  - Polystomellina †

Otra subfamilia considerada en Elphidiidae y clasificada actualmente en otra familia es:
- Subfamilia Notorotaliinae, ahora en la familia Notorotaliidae, y que incluye los siguientes géneros:
  - Cribrorotalia †
  - Cristatavultus
  - Discorotalia †
  - Notorotalia
  - Parrellina
  - Porosorotalia †

Otros géneros de Elphidiidae no asignados a ninguna subfamilia son:
- Mayerella
- Porosononion

Otros géneros considerados en Elphidiidae son:
- Andromedes de la subfamilia Elphidiinae, aceptado como Elphidium
- Canalifera de la subfamilia Elphidiinae, aceptado como Elphidium
- Cellanthus de la subfamilia Elphidiinae, aceptado como Elphidium
- Criptocanalifera de la subfamilia Elphidiinae, considerado subgénero de Canalifera, Canalifera (Criptocanalifera)
- Cryptoelphidiella de la subfamilia Elphidiinae, aceptado como Elphidiella
- Delosinella de la subfamilia Elphidiinae, aceptado como Rectoelphidiella
- Elphidiononion de la subfamilia Elphidiinae, aceptado como Cribroelphidium
- Faujasinella de la subfamilia Elphidiinae, aceptado como Elphidium
- Geophonus de la subfamilia Elphidiinae, aceptado como Elphidium
- Helicoza de la subfamilia Elphidiinae, aceptado como Elphidium
- Helicoza de la subfamilia Elphidiinae, aceptado como Elphidium
- Munkiella de la subfamilia Elphidiinae, aceptado como Stomoloculina
- Perfectononion de la subfamilia Elphidiinae, aceptado como Elphidium
- Planoelphidium de la subfamilia Elphidiinae, aceptado como Elphidium
- Polystomatium de la subfamilia Elphidiinae, aceptado como Elphidium
- Pseudoelphidiella de la subfamilia Elphidiinae, aceptado como Elphidiella
- Retroelphidium de la subfamilia Elphidiinae, aceptado como Cribroelphidium
- Rimelphidium de la subfamilia Elphidiinae, considerado subgénero de Cribroelphidium, Cribroelphidium (Rimelphidium), y aceptado como Cribroelphidium
- Saidovella de la subfamilia Elphidiinae, aceptado como Elphidiella
- Sporilus de la subfamilia Elphidiinae, aceptado como Elphidium
- Themeon de la subfamilia Elphidiinae, aceptado como Elphidium
- Trochoelphidiella † de la subfamilia Faujasininae, aceptado como Ammoelphidiella